# 科克代尔 (美国堪萨斯州)
科克代爾（英語：Cokedale）為美國堪薩斯州切羅基縣的非建制地區。

## 歷史
此社區的郵政局於1899年7月21日開設，期間持續營運直到1906年4月30日終止。